# Mémorial du génocide arménien à Etchmiadzin
Le mémorial du génocide arménien à Etchmiadzin est un khatchkar situé à proximité de la cathédrale d'Etchmiadzin à Etchmiadzin en Arménie. Il a été inauguré en 1965. Son architecte est Rafael Israelyan.